# Malečov
Malečov (en allemand : Malschen) est une commune du district et de la région d'Ústí nad Labem, en Tchéquie. Sa population s'élevait à 845 habitants en 2021.

## Géographie
Libouchec se trouve à 9 km au sud-est d'Ústí nad Labem et à 68 km au nord-ouest de Prague.
La commune est limitée par Velké Březno au nord, par Homole u Panny et Třebušín à l'est, et par Staňkovice, Žitenice, Tašov et Hlinná au sud, et par Ústí nad Labem à l'ouest et au nord-ouest.

## Histoire
La première mention écrite du village date de 1057.

## Administration
La commune se compose de dix quartiers :
- Malečov
- Babiny I
- Březí
- Čeřeniště
- Horní Zálezly
- Němčí
- Pohoří
- Proboštov
- Rýdeč
- Řetouň

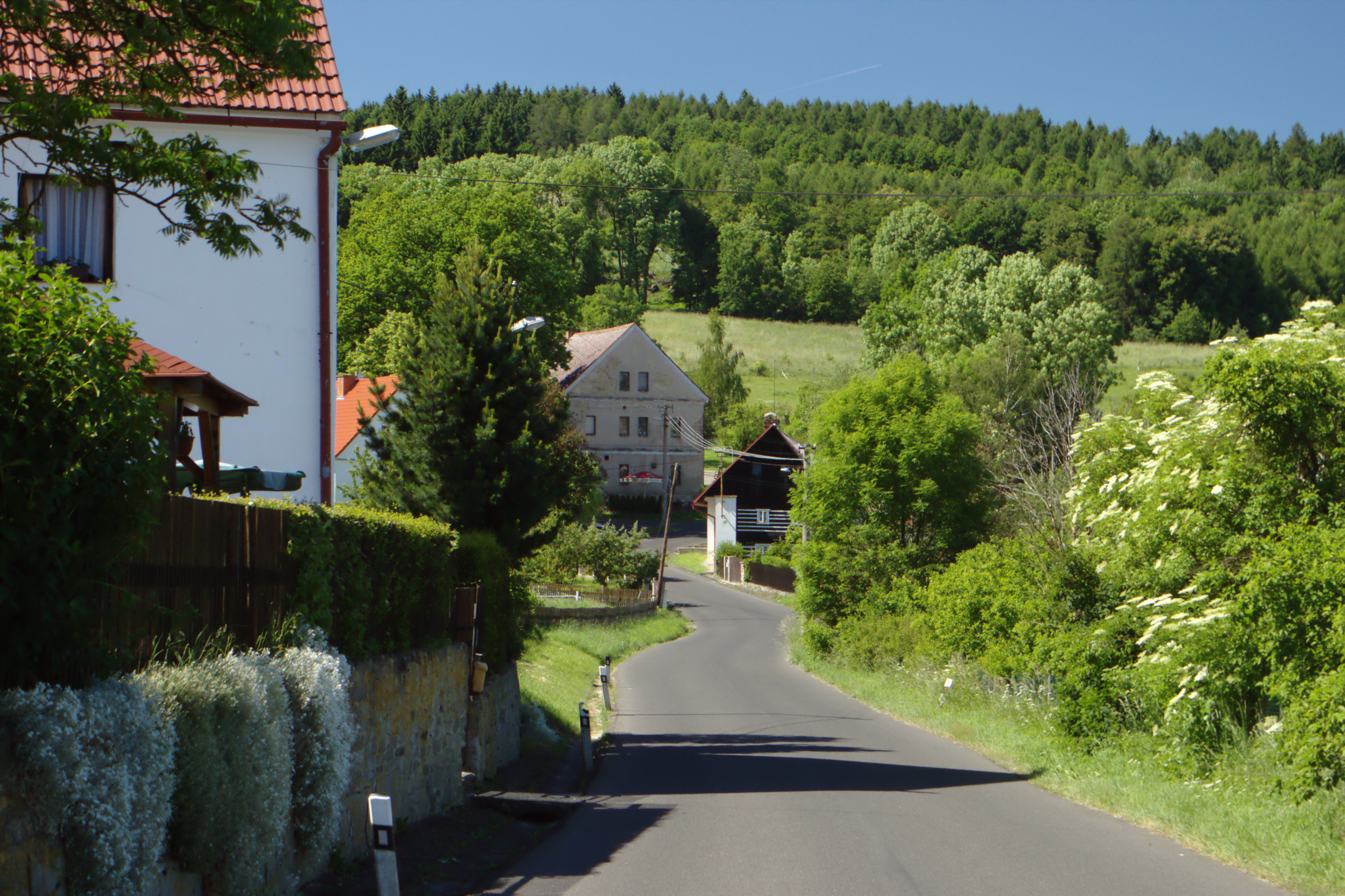
Rýdeč.
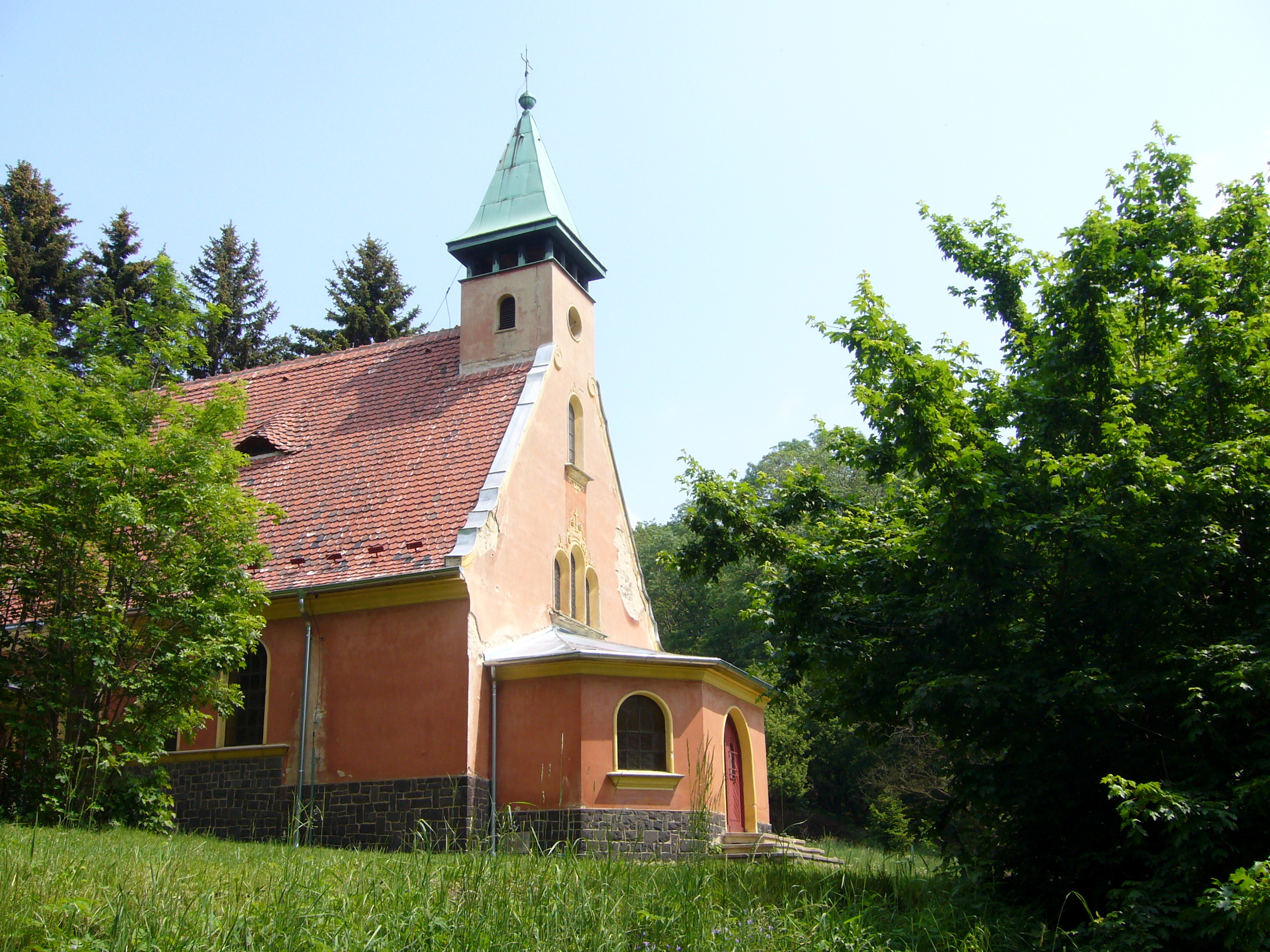
Čeřeniště : chapelle.
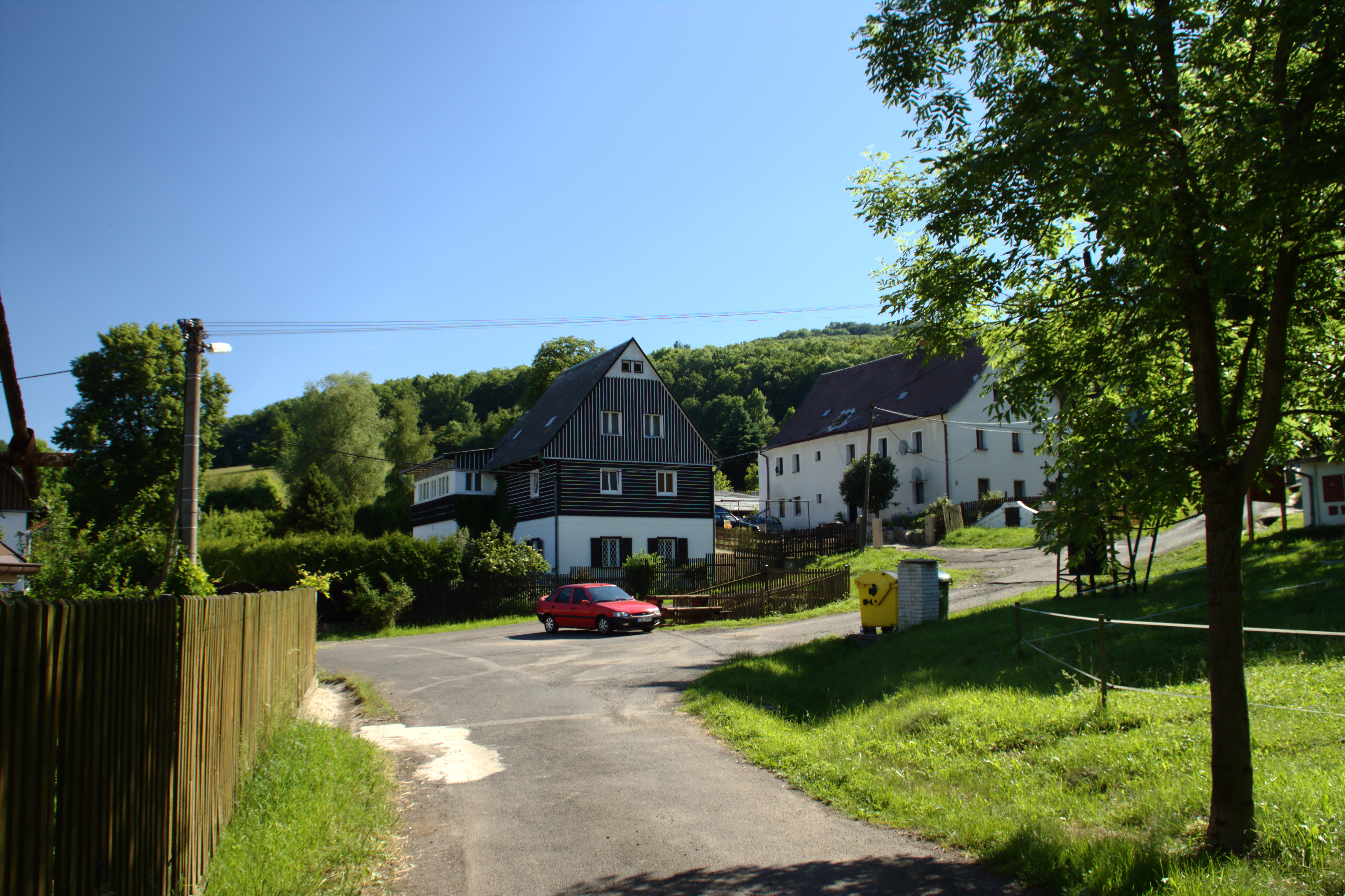
Pohoří.

## Transports
Par la route, Malečov se trouve à 9 km d'Ústí nad Labem et à 81 km de Prague.